# 高橋昌一郎
高橋 昌一郎（たかはし しょういちろう、1959年2月 - ）は、日本の哲学者・論理学者。國學院大學文学部教授。

## 略歴
- 1959年 大分県生まれ
- 1983年 ウエスタンミシガン大学数学科および哲学科卒業
- 1985年 ミシガン大学大学院哲学研究科修士課程修了
- 1986年 東京大学研究生
- 1988年 テンプル大学専任講師
- 1992年 城西国際大学助教授
- 1996年 國學院大學助教授
- 2001年 國學院大學教授

青山学院大学、お茶の水女子大学、上智大学、多摩大学、東京大学、東京医療保健大学、東京女子大学、日本大学、放送大学、山梨医科大学、立教大学にて兼任・非常勤講師を歴任。
論理学、科学哲学、ディベート論、コミュニケーション論、限界論、クルト・ゲーデル、フォン・ノイマン、アラン・チューリングなどについて著書・論文がある。
The Association for Symbolic Logic、The Philosophy of Science Association、日本哲学会、日本科学哲学会、日本認知科学会、日本文藝家協会会員。1991年、天文学者寿岳潤、物理学者大槻義彦らと Japan Skeptics を設立し運営委員、2006年より副会長・ジャーナル編集委員長。1996年より情報文化研究会会長、2018年より情報文化研究所所長。

## 著書
単著
- 『Approaches to Modal Logics』（Temple University Japan） 1989.1
- 『Modern Logic』（Eishinsha） 1992.4
- 『ゲーデルの哲学 - 不完全性定理と神の存在論』（講談社現代新書） 1999.8
- 『科学哲学のすすめ』（丸善） 2002.1
- 『哲学ディベート - 〈倫理〉を〈論理〉する』（日本放送出版協会、NHKブックス） 2007.11
- 『理性の限界 - 不可能性・不確定性・不完全性』（講談社、現代新書） 2008.6
- 『知性の限界 - 不可測性・不確実性・不可知性』（講談社、現代新書） 2010.4
- 『東大生の論理 - 「理性」をめぐる教室』（筑摩書房、ちくま新書） 2010.12
- 『感性の限界 - 不合理性・不自由性・不条理性』（講談社、現代新書） 2012.4
- 『小林秀雄の哲学』（朝日新聞出版、朝日新書） 2013.9、改訂版2014.1
- 『ノイマン・ゲーデル・チューリング』（筑摩書房、筑摩選書） 2014.10
- 『反オカルト論』（光文社新書） 2016.9
- 『愛の論理学』（KADOKAWA、角川新書） 2018.6
- 『自己分析論』（光文社新書） 2020.3
- 『フォン・ノイマンの哲学 - 人間のフリをした悪魔』（講談社現代新書） 2021.2
- 『20世紀論争史 - 現代思想の源泉』（光文社新書） 2021.3
- 『実践・哲学ディベート 〈人生の選択〉を見極める』（NHK出版新書） 2022.5
- 『新書100冊 視野を広げる読書』（光文社新書） 2023.9
- 『天才の光と影』（PHP研究所） 2024

共著
- 『パラドックス!』（林晋編、日本評論社） 2000.7
- 『20世紀の定義 - 環境と人間』（樺山紘一, 坂部恵, 古井由吉, 山田慶児, 養老孟司, 米沢富美子共編、岩波書店）  2000.11

監修
- 『コミュニケーション論』（太平社、情報文化研究会） 2003.4
- 『絵解きパラドックス』（ニュートンプレス） 2014.4
- 『絵でわかるパラドックス大百科』（ニュートンプレス） 2019.2
- 『絵でわかるパラドックス大百科 増補第2版』（ニュートンプレス） 2020.12
- 『超図解 最強に面白い!! パラドックス』（ニュートンプレス） 2020.12
- 『情報を正しく選択するための 認知バイアス事典』（情報文化研究所、フォレスト出版） 2021.4
- 『パラドックス大図鑑』（ニュートンプレス） 2021.10
- 『楽しみながら身につく 論理的思考』（ニュートンプレス） 2021.12

## 訳書
単訳
- 『哲学ファンタジー』（レイモンド・スマリヤン、丸善） 1995.4
- 『ゲーデルの不完全性定理』（レイモンド・スマリヤン、丸善） 1996.7
- 『天才スマリヤンのパラドックス人生 - ゲーデルもピアノもマジックもチェスもジョークも』（レイモンド・スマリヤン、 講談社） 2004.11
- 『文庫版 哲学ファンタジー - パズル・パラドックス・ロジック』（レイモンド・スマリヤン、 筑摩書房、ちくま学芸文庫） 2013.7

監訳
- 『記号論理学 - 一般化と記号化』（レイモンド・スマリヤン、川辺治之訳、丸善） 2013.1
- 『数理論理学 - 述語論理と完全性定理』（レイモンド・スマリヤン、村上祐子訳、丸善） 2014.11
- 『パラドックス』（マーガレット・カオンゾ、増田千苗訳、ニュートンプレス） 2019.10
- 『改訂版 不完全性定理』（レイモンド・スマリヤン、川辺治之, 村上祐子訳、丸善） 2019.12
- 『ザ・ヒストリー 科学大百科』（トム・ジャクソン、大光明宜孝訳、ニュートンプレス） 2020.4
- 『図鑑 哲学』（トム・ジャクソン、屋代菜海訳、ニュートンプレス） 2020.11
- 『合理性を捨てれば人生が楽になる』（エレノア・ゴードン＝スミス、喜多直子訳、ニュートンプレス） 2021.6
- 『新書版 パラドックスとは何か』（マーガレット・カオンゾ、増田千苗訳、ニュートンプレス、ニュートン新書） 2021.11

## 事典
- 『数学英和小事典』（飯高茂, 松本幸夫監修、講談社） 1999.9 -［基礎論担当編集委員］
- 『情報学事典』（北川高嗣, 須藤修, 西垣通, 濱田純一, 吉見俊哉, 米本昌平共編、弘文堂） 2002.6 -［項目担当］
- 『懐疑論者の事典』上・下（ロバート・キャロル編著、楽工社） 2008.10 -［日本語版編集委員］

## 雑誌
- 「科学と疑似科学の論理」（朝日新聞社、『科学朝日』第51巻第5号, pp.24-27,） 1991.5
- 「科学する精神」（立風書房、『スカイウオッチャー』第10巻第5号, pp.54-55,） 1992.5 - 寿岳潤と対談
- 「ゲーデルの不完全性定理と自意識」（青土社、『IMAGO』第4巻第10号, pp.236-237,） 1993.9
- 「小林秀雄の論理」（ぺりかん社、『日本思想史』第42号, pp.26-39,） 1993.10
- 「宇宙はなぜ宇宙であるか」（講談社、『月刊現代』第27巻第12号, pp.270-281,） 1993.12 - 佐藤勝彦・寿岳潤と対談
- 「不完全性定理から現代論理学へ」（朝日新聞社、『科学朝日』第54巻第3号, pp.20-25,） 1994.3
- 「ゲーデルの哲学」（講談社、『本』第19巻第8号，pp.46-48,） 1994.8
- 「ゲーデルとヴィトゲンシュタイン」（創文社、『創文』第359号, pp.18-21,） 1994.10
- 「ゲーデルと『白雪姫』」（國學院大學、『國學院雑誌』第97巻第8号, pp.28-29,） 1996.8
- 「ゲーデル・ウイルス・ゴン」（講談社、『本』第24巻第9号, pp.17-19,） 1999.9
- 「腹芸」（講談社『月刊現代』第34巻第2号, pp.370-371,） 2000.2
- 「科学哲学の必要性」（日本物理教育学会、『物理教育』第50巻第2号, pp.103-107,） 2002.5
- 「エピメニデスのパラドックス / ゼノンのパラドックス / カントールの集合論 / ラッセルのパラドックス」（明治図書、『数学教育』第43巻第11号, pp.71-86,） 2002.12
- 「科学はなぜ嫌われるのか - 科学哲学の復興」（たばこ総合研究センター、『談：神を演じる科学 - 知と進化』第69号, pp.99-121,） 2003.9
- 「科学・技術と哲学を結ぶ学者」（ウェアラブル環境情報ネット推進機構、『ネイチャーインターフェイス』第5巻第2号, pp.70-71,） 2005.6 - インタビュー
- 「クルト・ゲーデル：数学基礎論における幾つかの基本的定理とその帰結」（青土社、『現代思想：総特集 ゲーデル』第

35巻第3号, pp.8-27,） 2007.2 - 全訳・解題
- 「ゲーデルとアメリカン・フットボール」（青土社、『現代思想』第35巻第4号, p.246,） 2007.3
- 「シンポジウム『理性の限界』の懇親会」（講談社、『本』第33巻第7号, pp.41-43,） 2008.7
- 「思考の迷宮 - パラドックス」（ニュートンプレス、『NEWTON』第31巻第1号, pp.68-79,） 2011.1 - 取材協力
- 「パラドックスに挑戦」（ニュートンプレス、『別冊NEWTON - 数学パズル論理パラドックス』, pp.110-141,） 2011.4 - 取材協力
- 「理性主義を超えて - 思考停止からの出発」（たばこ総合研究センター、『談：理性の限界 - 今、科学を問うこと』第91号, pp.69-92,） 2011.7
- 「決定論と非決定論の絶妙なバランス」（ニュートンプレス、『別冊NEWTON - 未来は決まっているか』, pp.134-137,） 2011.9
- 「論理あっての閃き - 哲学ディベートから新しい発想が生まれる」（MOKU出版、『MOKU』第237号, pp.68-75,） 2011.12 - インタビュー
- 「限界シリーズ完結!」（講談社、『本』第37巻第5号, pp.54-56,） 2012.5
- 「アラン・チューリング：計算機械と知性」（青土社、『現代思想：総特集 チューリング』第40巻第14号, pp.8-38,） 2012.11 - 全訳・解題
- 「チューリングの悲劇」（集英社、『すばる』第35巻第1号, pp.64-65,） 2013.1
- 「ジョン・フォン・ノイマン：数学者」（青土社、『現代思想：総特集 フォン・ノイマン』第41巻第10号, pp.10-24,） 2013.7 - 全訳・解題
- 「フォン・ノイマンの哲学」（國學院大學、『國學院雑誌』第114巻第11号, pp.44-54,） 2014.11
- 「『美しいセオリー』シンポジウム開幕!」（青土社、『現代思想：総特集 知のトップランナー50人の美しいセオリー』第45巻第5号, pp.200-204,） 2017.3

## 連載
- 「科学哲学のすすめ」（丸善、『パリティ』第15巻第8号〜第16巻第8号） 2000.8 - 2001.8 ［連載全12回］
- 「反オカルト論」（新潮社、『週刊新潮』第60巻第1号〜第61巻第17号） 2015.1.1 - 2016.4.28 ［連載全66回］
- 「20世紀大論争!」（光文社、『小説宝石』第49巻第10号～第50巻第12号） 2016.10 - 2017.12 ［連載全15回］
- 「21世紀大論争!」（光文社、『小説宝石』第51巻第1号～第52巻第3号） 2018.1 - 2019.3 ［連載全15回］
- 「フォン・ノイマンの哲学」（講談社『本』）第44巻第6号～第45巻第11号） 2019.6 - 2020.11 ［連載全18回］
- 「哲学者が選ぶ『思考力を鍛える』新書!」（光文社 WEB「本がすき。」）2018.9 - 2020.9 ［連載全50回］
- 「みがこう!　論理的思考力」（ニュートンプレス、『NEWTON』第40巻第10号～第41巻第2号） 2020.9 - 2021.2［監修・連載全6回］
- 「新書こそが教養!」（光文社 note「光文社新書」）2020.10 - ［連載中］
- 「哲学ディベート - 人生の論点」（NHK出版、note「本がひらく」）2021.6 - ［連載中］
- 「天才の光と影 - 異端のノーベル賞受賞者たち」（PHP研究所、『Voice』第531号～，2022.3 -［連載中］